# ニール・マッコーリー
ニール・マッコーリー (Neil Ade McCauley, 1914年2月2日 - 1964年3月25日) はアメリカ合衆国の犯罪者である。映画「ヒート」(1995)でロバート・デ・ニーロが演じた連続強盗犯のモデルとなった。

## 略歴

### 生い立ち
アイオワ州ポークのごくありふれた中流階級の家庭で生まれた。シカゴに引っ越すが、14歳のときに父親が亡くなったため母親と5人の兄弟を養うために働き始めた。しかしこの頃から母親が酒浸りになり、ニールも犯罪に手を出すようになり20歳になるまでに3回も少年院に入れられた。
48歳になるまでの25年は刑務所暮らしだった。最後はアルカトラズ刑務所で8年間過ごしたあとマクニール刑務所に移送。1962年に釈放されシカゴに戻った。

### シカゴ警察の監視
シカゴ警察 C.I.U.（Criminal Investigations Unit, 重大犯罪課）に所属するチャック・アダムソン刑事はシカゴに戻ったマッコーリーを警戒した。マッコーリーが仲間を集め、高額なドリルとダイヤモンドビットを入手したという情報をタレコミ屋から聞き出すと24時間体制で監視を付けることにした。
監視を続けるうち、彼らがシカゴのあるデパートを数日間に渡って観察しているのを確認した。警察は彼らがデパートを襲う日を特定して、周辺道路を張り込むと同時に店内にも2人の刑事を隠れさせた。
夜遅く、予想通りマッコーリーらが現れ建物の裏側にある地下通用口に降りて行った。警察無線で緊急通報をしてあったが、店内で5～6時間も前から見張っていた刑事の片方がとうとうトイレを我慢できなくなり1階フロアを横切ってトイレに向かった。マッコーリーは上階から聞こえる足音を聞き逃がさず、すぐさま作業を中止し立ち去った。

### コーヒーショップの出来事
デパートの張り込みに失敗した翌年、アダムソンがシカゴの小さなショッピングセンターに立ち寄ったとき、偶然にも車から降りてくるマッコーリーを目撃した。アダムソンは彼に「コーヒーを奢ろう」と声をかけた。
「問題を起こすなら他の場所でやったらどうだ？」
「シカゴが好きなんだ」
「いつか失敗すると自分でも感じてるんだろ？ おれが失敗させてやるつもりだ」
「いや、コインには裏側もあるんだ。そうなるのはあんたのほうかもしれないな」
このような会話を数分間交わしたという。

### マッコーリーの最期
コーヒーショップの出来事から丸1年が過ぎた1964年3月25日、マッコーリーはシセロ・アベニュー4720の食料品店National Tea(現在のSchunucks)で強盗を決行する。
その日は店にある小切手を換金するため多額の現金が運び込まれる予定だった。C.I.U.はマッコーリーの動きを察知しており、大雨が降る中をアダムソンほか9人の刑事が張り込んでいた。午後2時頃、現金輸送車が食料品店の駐車場に到着すると、そのあとを尾行けるようにニール・マッコーリー(49)、マイケル・パリル(Michael Parille,37)、チャールズ・ポンティアス(Charles Pontius,27)、ラッセル・ブレドン(Russell Bredon,40)ら4名が乗った車が入って来た。
換金を終えて輸送車が出て行くと、マッコーリー、パリル、ポンティアスの3人は警察が見張っていることなど全く気付かない様子で車を降り店に入って行った。ブレドンは運転席に残った。刑事たちは店のガラスに貼られた広告の間に、銃を向けられ両手を上げている店員と客の姿を確認した。
アダムソンともう1人の刑事が拳銃を手にして店に近付いて行くと、3人が現金13,137ドル(現在の約14万ドル)を抱えて車に戻ってきた。彼らは刑事に気が付き、発砲しながら車に乗り込んで急発進させた。しかし駐車場の全ての出入口を警察が封鎖しており、車は舗装されていない建物の裏道で横滑りしながら停車した。銃撃戦の中、パリルとブレドンは車のすぐ横で射殺され、マッコーリーとパンティアスは走って逃げた。マッコーリーは近くの住宅地の狭い路地に追い詰められ、アダムソンが撃った6発の銃弾で死亡した。
パンティアスは逃げ切ったものの翌日自宅に隠れているところを逮捕された。自宅から覆面用のストッキングが発見され、本名はミクロス・パラスティ(Miklos Polesti)と判明した。

## 映画化
マッコーリーの捜査を担当したチャック・アダムソン刑事は1970年代にシカゴ警察を辞め、映画の脚本家や技術アドバイザーに職を変えた。その後「ザ・クラッカ―/真夜中のアウトロー」(1981)に参加した際に監督のマイケル・マンと知り合った。アダムソンの体験談を聞かされたマンは大いに魅了され、そこからインスピレーションを受けてテレビ映画「メイド・イン・L.Ａ.」(1989)と、そのリメイク版の「ヒート」(1995)が生まれた。
デパートでの張り込みや強盗は脚色されているが、コーヒーショップでの会話は誇張することなく忠実に再現されているという。
「メイド・イン・L.A.」ではマッコーリーの名前が「パトリック・マクラーレン」(演 -アレックス・マッカーサー)に置き換えられているが、「ヒート」では本名のニール・マッコーリー(演 -ロバート・デ・ニーロ)となった。
また、仲間のマイケル・パリルはマイケル・チェリト(演 -トム・サイズモア)、ミクロス・パラスティ(別名チャールズ・ポンティアス)はクリス・シヘリス(演 -ヴァル・キルマー)、ラッセル・ブレドンはドナルド・ブリーデン(演 -デニス・ヘイスバート)のモデルとなった。